# Fagertofta gravfält
Fagertofta gravfält eller Domsätet är ett gravfält i Nässjö socken i Småland. Det ligger drygt fyra kilometer nordost om Nässjö, utmed landsvägen mot Aneby. Det är namngivet efter byn Fagertofta som är belägen 800 meter sydväst om gravfältet. Namnet Domsätet härstammar från de domarringar som finns där. I dag vet vi att domarringar inte använts som tingsplatser, utan att de är förhistoriska gravar. Ett annat namn för platsen är Hallängen.
Gravfältet innehåller 42 synliga gravar. Dessa består av 38 stenkretsar (varav 25 domarringar), 3 stensättningar (varav en treudd) och ett gravröse. Dessa gravtyper dateras vanligen till romersk järnålder eller folkvandringstid (0–550 e. Kr). Röset är dock förmodligen äldre och tros härstamma från bronsåldern (1800–500 f. Kr.). I röset finns en rektangulär stenkista, som upptäcktes när man restaurerade gravfältet i början av 1940-talet. Då fann man också brända ben, kol och aska i gravarna vilket visar att det rör sig om brandgravar. Däremot fann man inga andra föremål som kan datera gravarna närmare. Röset mäter 10 meter i diameter och är knappt en meter högt.
Domarringar karakteriseras av stora stenar placerade i en cirkel. I gravfältets södra ände finns en domarring som består av sex uppallade stenkonstruktioner, tre stenar som underliggare och en fjärde ovanpå. Denna gravkonstruktion kallas inom arkeologin för uppallade block, men ibland går den under namnet ”liggande höna”. Gravens diameter är 7 meter. De största domarringarna mäter 10 meter i diameter och består av 7-9 resta stenar. Två domarringar har mittsten och sju har kantkedja. Av de stenkretsar som inte är runda till formen är sju kvadratiska och sex rektangulära. 
Treudden är förhållandevis stor och har 25 meter långa, insvängda sidor. Resta stenar står dels i mitten av treudden och dels i dess hörn. 
Vid tiden för restaureringen målades också ett så kallat hjulkors på mittstenen i treudden, vilket fortfarande är synligt. Detta har gjorts på flera fornlämningar i Jönköpings län för att markera deras status. Märkningarna utfördes på initiativ av Bror Kugelberg som verkade som häradsfornvårdare fram till 1940-talet. 
Vid parkeringen intill gravfältet finns en offerkälla som benämns Midsommarkällan. Den är två meter i diameter och 3 decimeter djup samt omgärdad av ett trästaket. Enligt sägnen drack man eller tvättade sig här under midsommarnatten för att hålla sig frisk. 

## Galleri

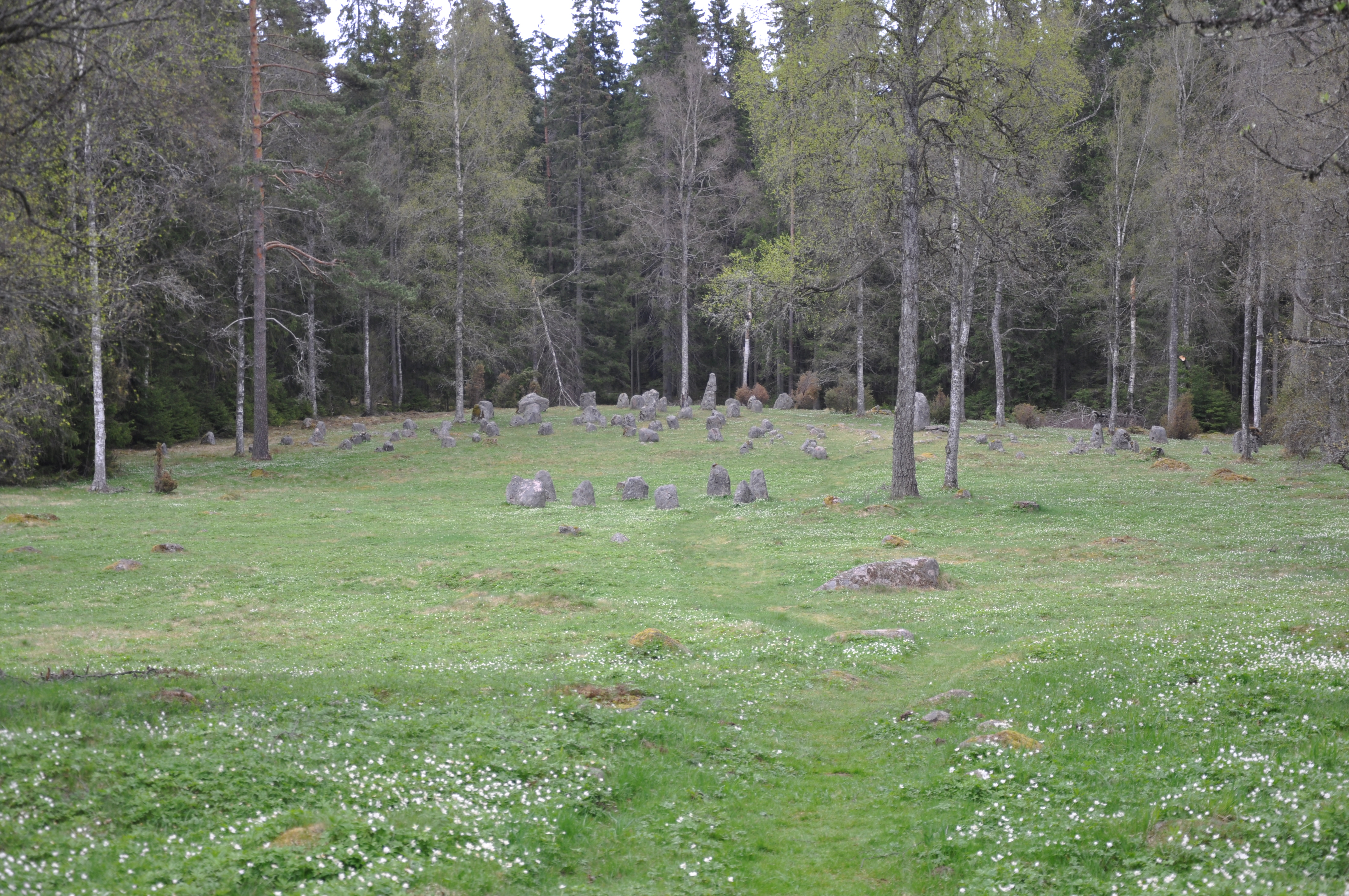
Gravfältet ligger på en äng i skogen.
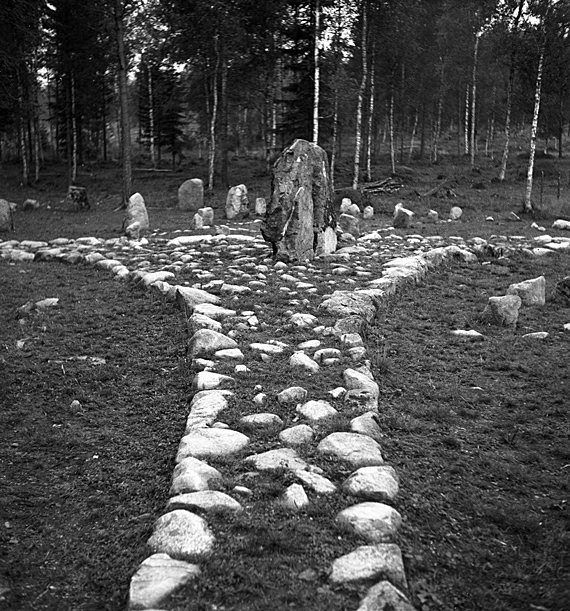
Treudd.
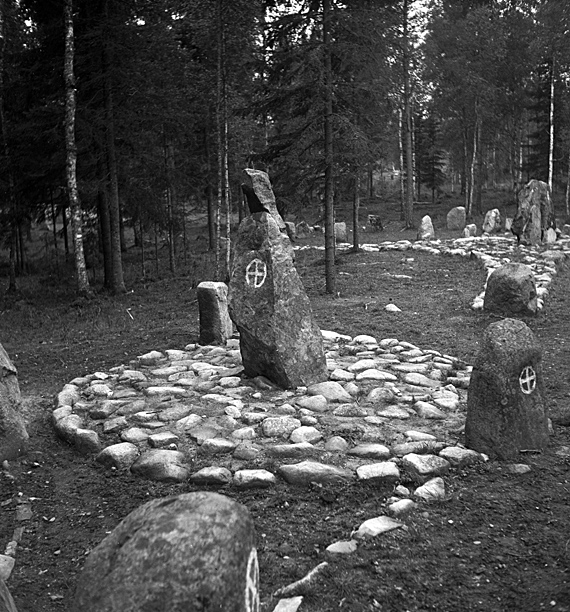
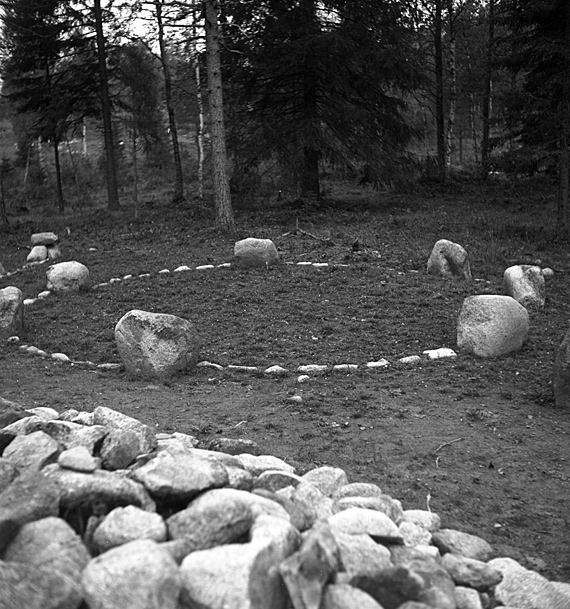
Domarring med sju stenar och kantkedja.
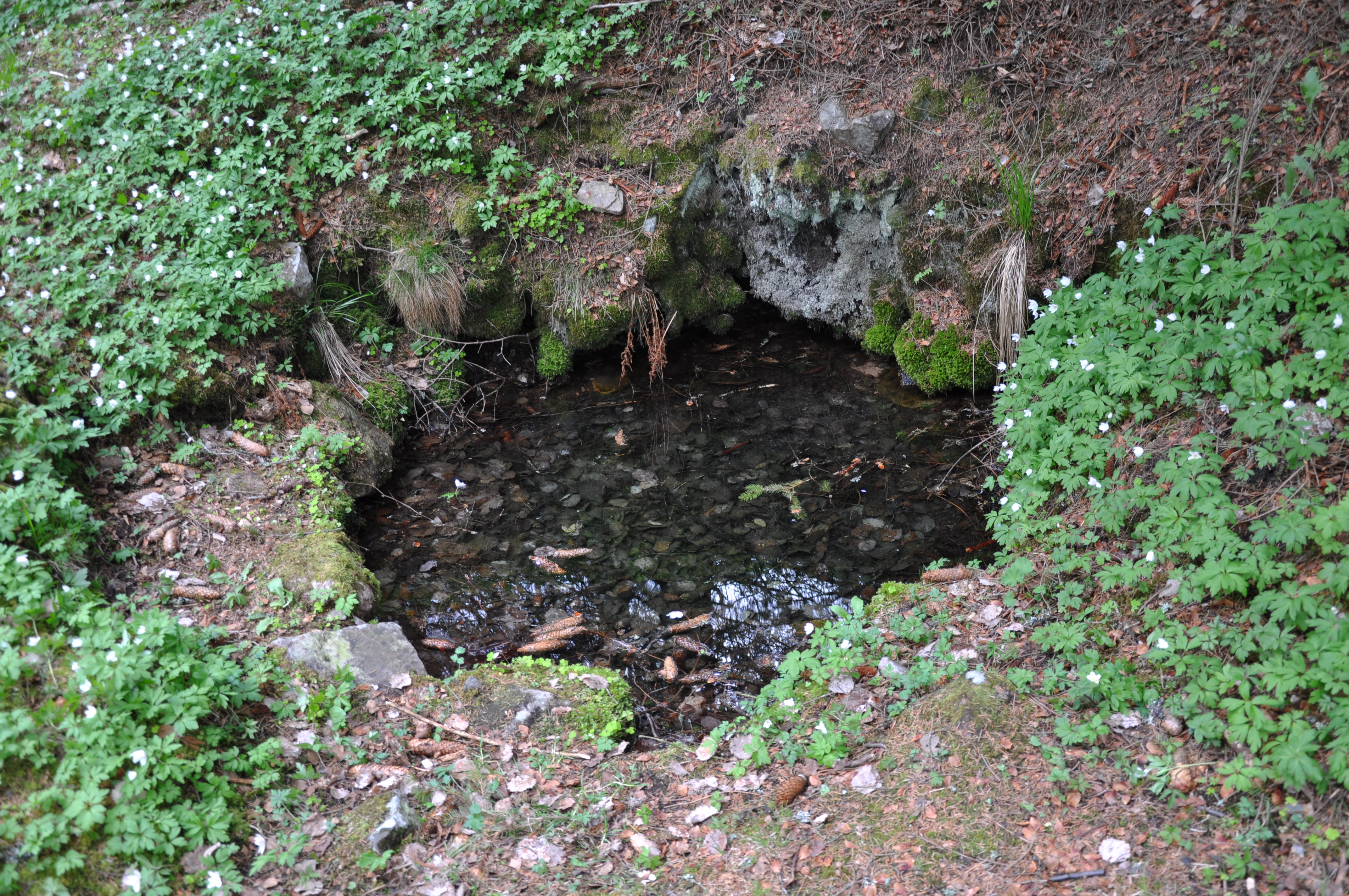
Midsommarkällan.